# Lliga Democràtica per la Llibertat de Pensament
Lliga Democràtica per la Llibertat de Pensament (neerlandès Vrijzinning Democratische Bond, VDB) fou un partit polític neerlandès format el 1901 per la unió de dos grups: la Lliga Radical, fundat el 1892 a Amsterdam com a escissió de la Unió Liberal, i el Club Polític de Pensament Lliure (VD Kamerclub), partidaris d'estendre el sufragi universal.
A les eleccions legislatives neerlandeses de 1901 va obtenir 9 escons, augmentats a 11 el 1905. Va donar suport al govern d'Unió Libeal amb suport dels socialdemòcrates, però va perdre escons a les eleccions de 1909 i 1913, i formà part del gabinet extraparlamentari de Pieter Cort van der Linden. D'una escissió seva es va formar la Lliga Econòmica.
Després de les eleccions de 1918 l'aliança liberal va perdre gairebé la meitat dels escons, i el VDB va anar a l'oposició. El seu cap, Henri Marchand, es posicionà a favor del sufragi femení. El 1925 fou fonamental en la caiguda del govern d'Hendrikus Colijn arran l'afer de la representació neerlandesa a la Santa Seu. A les eleccions de 1929 i 1933 es va mantenir estable, i aleshores no li quedà més remei que formar part del govern confessional-liberal; Marchand fou ministre d'educació i Pieter Oud alcalde de Rotterdam.
Quan els nazis ocuparen el país fou prohibit i va jugar un rol menor en el govern a l'exili de Londres. En acabar la guerra es va unir al SDAP, amb el que havia estretat lligams, per a formar el Partit del Treball, però quan aquest es relacionà amb grups socialistes, d'altres marxaren al Partit Popular per la Llibertat i la Democràcia.

## Resultats electorals
| 1901 |                | 23,398  | 6.09     | 9 / 100 | =                       | Oposició           |
| 1905 | 51,595         | 8.84    | 11 / 100 | 2       | Coalició                |                    |
| 1909 | 54,007         | 9.06    | 9 / 100  | 2       | Oposició                |                    |
| 1913 | 64,165         | 8.35    | 7 / 100  | 2       | Coalició (1913–14)      |                    |
| 1913 | 64,165         | 8.35    | 7 / 100  | 2       | Suport extern (1914–17) |                    |
| 1917 |                |         | 8 / 100  | 1       | Suport extern           |                    |
| 1918 | Henri Marchant | 70,674  | 5.27     | 5 / 100 | 3                       | Oposició           |
| 1922 | Henri Marchant | 134,595 | 4.59     | 5 / 100 | =                       | Oposició           |
| 1925 | Henri Marchant | 187,183 | 6.07     | 7 / 100 | 2                       | Oposició           |
| 1929 | Henri Marchant | 208,979 | 6.18     | 7 / 100 | =                       | Oposició           |
| 1933 | Dolf Joekes    | 188,950 | 5.08     | 6 / 100 | 1                       | Coalició           |
| 1937 | Pieter Oud     | 239,502 | 5.90     | 6 / 100 | =                       | Oposició (1939)    |
| 1937 | Pieter Oud     | 239,502 | 5.90     | 6 / 100 | =                       | Coalició (1939–46) |